# Acalolepta atroolivacea
Acalolepta atroolivacea là một loài bọ cánh cứng trong họ Cerambycidae.